# Rörmyrtjärnen (Edefors socken, Norrbotten, 736638-173214)
Rörmyrtjärnen är en sjö i Bodens kommun i Norrbotten och ingår i Luleälvens huvudavrinningsområde.